# Pierzchnica

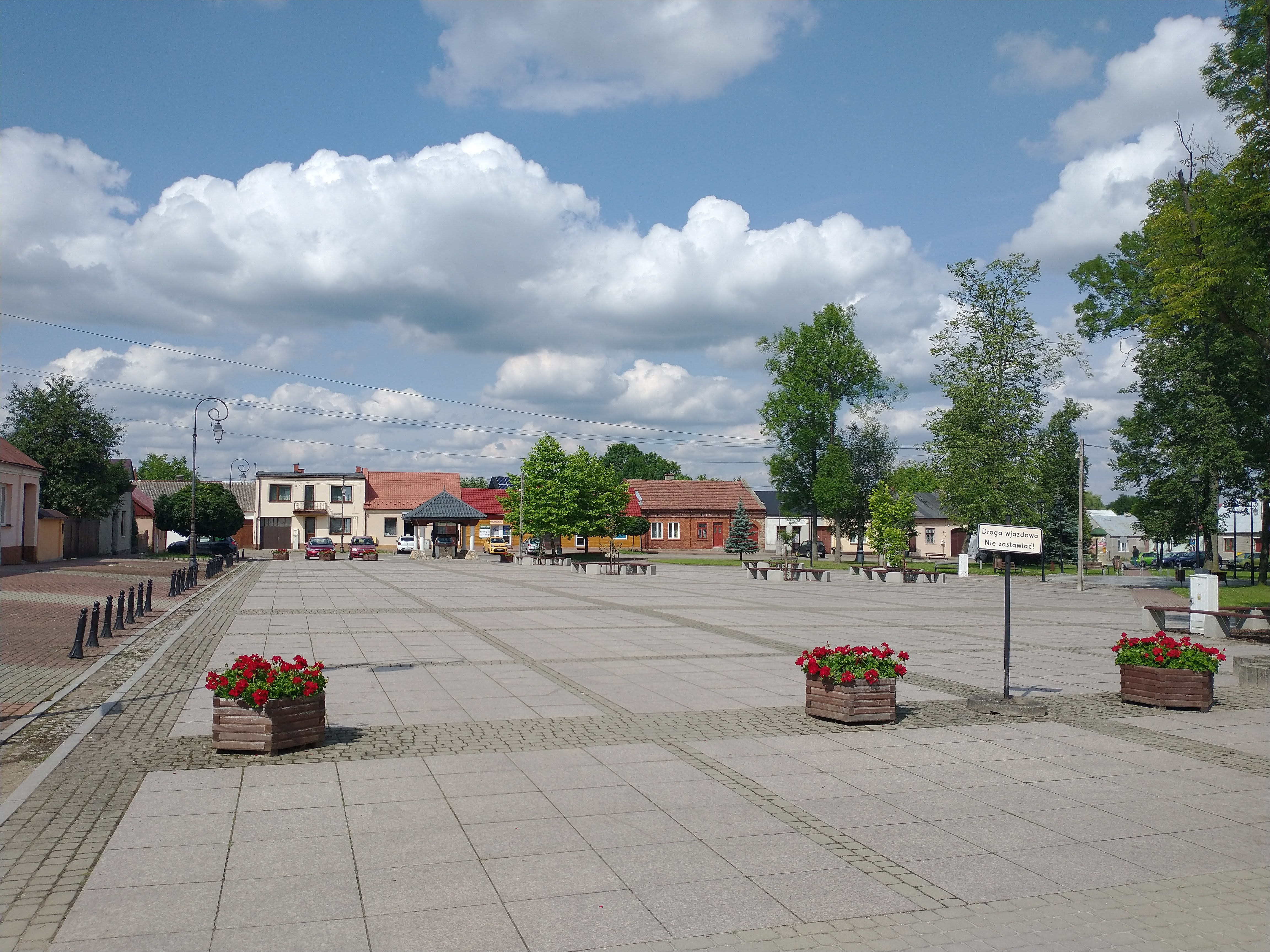
Rynek w Pierzchnicy

Pierzchnica – miasto w Polsce położone w województwie świętokrzyskim, w powiecie kieleckim, w gminie Pierzchnica. Miejscowość jest od 1973 siedzibą gminy Pierzchnica; do 1954 roku była siedzibą gminy Drugnia.
Prawa miejskie w latach 1359–1869 oraz ponownie od 1 stycznia 2019.

## Historia
Pierzchnica, pierwotnie wieś królewska, jako miasto królewskie została założona przez Kazimierza III Wielkiego na prawie magdeburskim pomiędzy 1359 a 1370 rokiem. Dokładna data nadania praw nie jest znana. U Długosza występuje pod nazwą Pyrzsznycza. W rejestrze poborowym z 1579 r. zapisana jako Pyersnicza.

Według Długosza miasto było własnością królewską. Znajdował się tu drewniany kościół. Pierzchnica miała 19 łanów i 2 łany wójtowskie. Dziesięcina o wartości 10 grzywien szła na utrzymanie prebendy pierzchnickiej przy kieleckiej kolegiacie. Pierwotnie dziesięcina oddawana była biskupom krakowskim. W 1359 r. biskup Bodzanta przeznaczył ją na uposażenie tej właśnie prebendy.
W 1497 r. król Jan Olbracht nadał Pierzchnicy jarmark na św. Michała oraz ustanowił dla miasta dzień targowy we wtorek. W 1512 r. potwierdzono przywilej niemiecki dla miasta po tym, jak pierwotny dokument uległ zniszczeniu w czasie pożaru. Według lustracji z 1564 r. było tu 40 domów. Według rejestru poborowego powiatu wiślickiego z 1578 r. miasto dawało 8 florenów i 5 groszy szosu. Włącznie z podatkiem od rzemieślników i łanów miejskich pobór wynosił 14 florenów i 12 groszy. Pierzchnica była więc stosunkowo ubogą osadą (dla porównania Szydłów płacił 211 florenów, a Busko 151). Z czasem osada się rozrosła i wielkość czynszu podwyższono. W 1629 r. w Pierzchnicy było 50 domów, 5 piekarzy, 3 szewców i 3 rzeźników. W czasie potopu szwedzkiego miasto zostało spalone.
W 1780 r. król Stanisław August ustanowił dla Pierzchnicy nowe jarmarki: w tydzień po św. Filipie i Jakubie, na św. Wawrzyńca, św. Marcina i św. Mikołaja. Od 1774 r. właścicielem miasteczka był wojewoda sandomierski Maciej Sołtyk. Według ostatniej lustracji z 1789 r. znajdował się tu drewniany ratusz. W mieście było 65 domów katolickich oraz 5 żydowskich. W 1800 r. na miejsce drewnianego kościoła św. Małgorzaty Maciej Sołtyk wzniósł nowy kościół murowany.
Według spisu z 1827 r. w Pierzchnicy było 111 domów i 641 mieszkańców. W 1862 r. było tu 105 domów i 950 mieszkańców. W dziewiętnastym wieku, w porozumieniu z władzami carskimi, potomkowie Sołtyka, pobudowali w mieście fabrykę naczyń glinianych, która stanowiła główne źródło utrzymania dla mieszczan.
W 1869 r. za wielką pomoc powstańcom styczniowym, Pierzchnica utraciła prawa miejskie. Potem miejscowość należała do powiatu stopnickiego.
W latach 1975–1998 miejscowość administracyjnie należała do województwa kieleckiego.

## Konsultacje lokalne w sprawie nadania statusu miasta (2017)
Przeprowadzenie konsultacji zaplanowano w dniach od 1 maja do 30 czerwca 2017 r. W konsultacjach wzięły udział 1933 osoby tj. 51,4% dorosłych mieszkańców gminy. Za przywróceniem praw miejskich Pierzchnicy opowiedziały się 1772 osoby tj. 91,7% głosujących, przeciw było 76 osób (3,9%), a wstrzymało się od głosu 85 osób (4,4%). W samej Pierzchnicy frekwencja w konsultacjach wyniosła 64,5% (552 osoby). Za przywróceniem praw miejskich było 93,7% (517 osób), przeciw było 2,7% (15 osób), a wstrzymało się 3,6% (20 osób). Uchwałą XXVI/72/17 Rada Gminy wystąpiła o nadanie Pierzchnicy statusu miasta. Na podstawie pozytywnych konsultacji przeprowadzonych w 2017 roku postanowiono wystąpić w 2018 roku z wnioskiem o nadanie statusu miasta miejscowości Pierzchnica. 1 stycznia 2019 status miasta został przywrócony.
W dniu 1 stycznia 2019 r. wyemitowano medal okolicznościowy, który upamiętnia fakt przywrócenia praw miejskich oraz postać Macieja Sołtyka.

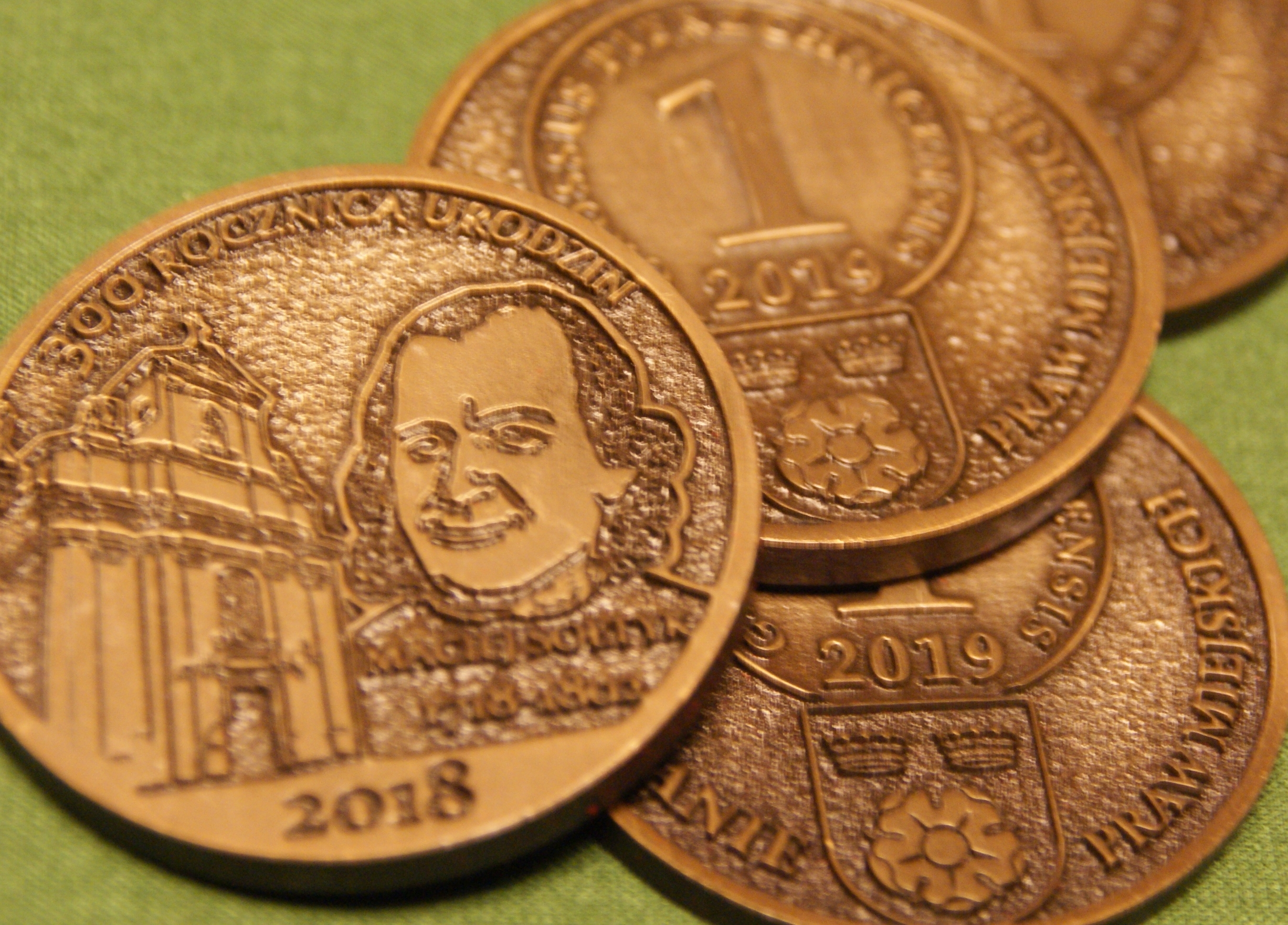
Medal upamiętniający odzyskanie praw miejskich przez Pierzchnicę

## Zabytki

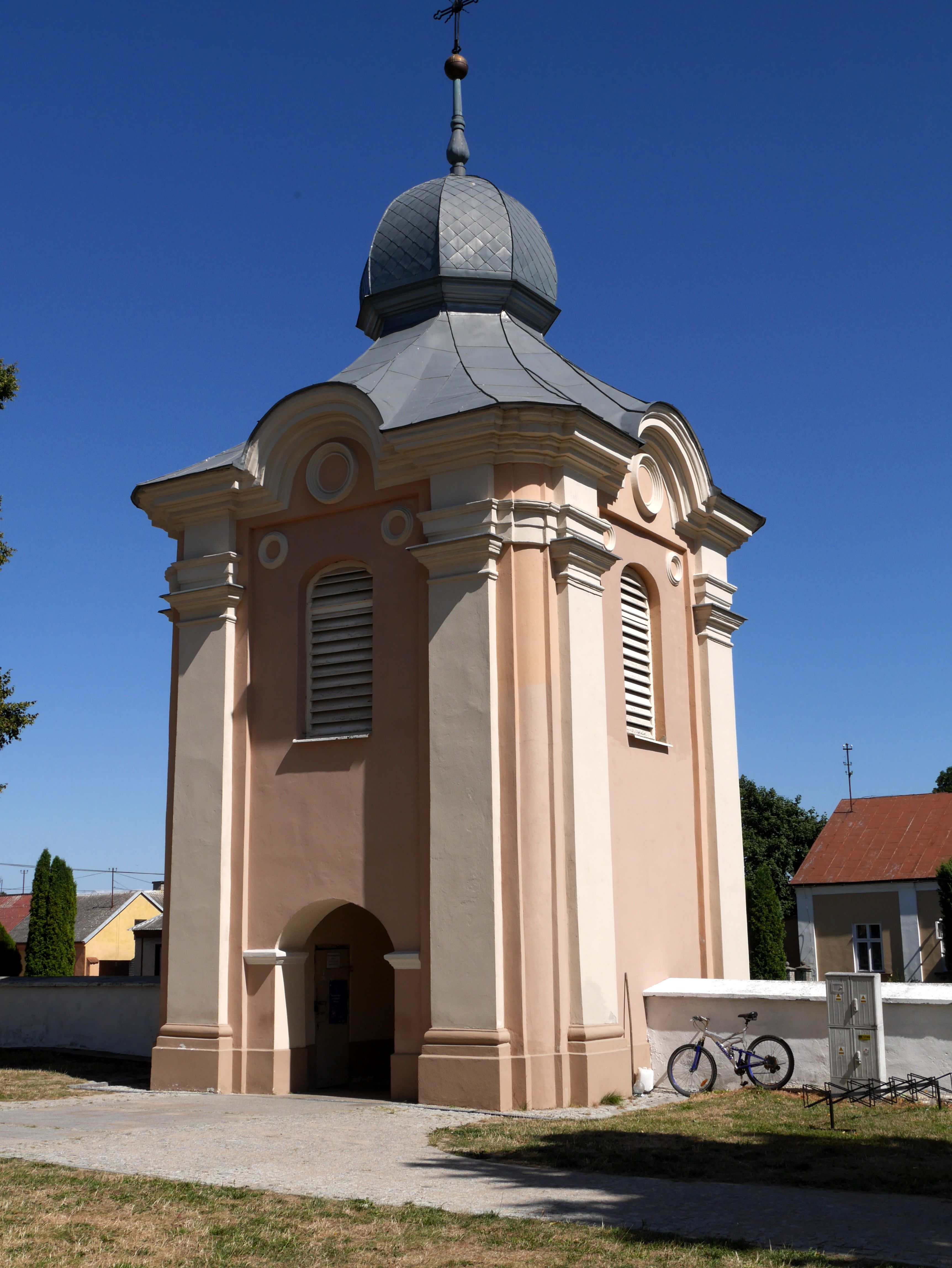
Dzwonnica z 1800 r.

- Układ przestrzenny miejscowości, wpisany do rejestru zabytków nieruchomych (nr rej.: A.447 z 31.08.1989)[14].
- Zespół kościoła parafialnego (nr rej.: 132 z 31.08.1989)[14]:
  - kościół pw. św. Małgorzaty z lat 1798–1800 (nr rej.: 354 z 4.01.1957),
  - cmentarz kościelny z ogrodzeniem z przełomu XIX/XX w.,
  - dzwonnica z 1800 r.,
  - plebania z przełomu XIX/XX w.,
  - cmentarz parafialny z ogrodzeniem.
- Szereg piwnic, które nie tylko stanowiły schrony w czasie wojen szwedzkich. Chroniła się tu ludność Pierzchnicy podczas dwóch wojen światowych. A przede wszystkim chowano tu wartościowe obrazy, figury i złoto, które było na wyposażeniu bogatych mieszkańców tej okolicy.

## Organizacje pozarządowe
- Fundacja Rozwoju Regionu Pierzchnica[15]
- Dom Seniora im. Sue Ryder w Pierzchnicy[16]
- Społeczny Ruch Trzeźwości w Pierzchnicy[17]
- Klub Sportowy Polanie[18] założony w roku 1978. Zespół seniorów występuje obecnie w grupie I świętokrzyskiej A klasy.     Stadion klubu mieści się przy ul. Lipowej; ma pojemność 400 miejsc (z czego 240 siedzących)[19]. Aktualnym trenerem jest Rafał Stefański. Poza tym klub ma swoje drużyny w rozgrywkach młodzieżowych[20]
- Stowarzyszenie Oświatowo-Wychowawcze w Pierzchnicy
- Stowarzyszenie Ziemi Pierzchnickiej[21]
- Towarzystwo Przyjaciół Pierzchnicy
- Zrzeszenie Sadowników

## Wójtowie Pierzchnicy
- Marek Zatorski (1990-2006)
- Andrzej Łopaciński (2006-2010)
- Stanisław Strąk (2010-2019)

## Burmistrzowie Pierzchnicy
- Stanisław Strąk (2019-nadal)